# Галуза Ганна Митрофанівна
Ганна Митрофанівна Галуза (нар. 25 січня 1936, село Юрки, тепер Козельщинського району Полтавської області — ?) — українська радянська діячка, бригадир слюсарів роликового цеху вагонного депо станції Красний Лиман Донецької області. Депутат Верховної Ради СРСР 6—7-го скликань.

## Біографія
Народилася в селянській родині. Рано осиротіла. Освіта середня технічна: у 1955 році закінчила Кременчуцький технікум залізничного транспорту Полтавської області.
У 1955—1959 роках — бригадир ковальсько-механічного цеху, технік колесного цеху вагонного депо станції Красний Лиман Донецької залізниці Сталінської області.
Член КПРС з 1959 року.
З 1959 року — бригадир слюсарів роликового цеху вагонного депо станції Красний Лиман Сталінської (Донецької) області.
Потім — на пенсії в місті Красний Лиман (Лиман) Донецької області.

## Нагороди
- орден Жовтневої Революції
- ордени
- медалі